# Saint-Rémy, Calvados
Saint-Rémy är en kommun i departementet Calvados i regionen Normandie i norra Frankrike. Kommunen ligger i kantonen Thury-Harcourt som ligger i arrondissementet Caen. År 2022 hade Saint-Rémy 982 invånare.

## Befolkningsutveckling
Antalet invånare i kommunen Saint-Rémy
Referens:INSEE